# Margóczi István
Margóczi István (1909. november 1. – 1991) Kossuth-díjas olvasztár, a Lenin Kohászati Művek munkatársa, sztahanovista.

## Élete
Részt vett a sztahanovista mozgalomban. Kiemelték, 1951-ben propagandafüzettel népszerűsítették, 1948 és 1953 között a Szabad Nép című napilap munkaversennyel kapcsolatos cikkeiben 10 alkalommal szerepelt.
1950-ben megkapta a Kossuth-díj ezüst fokozatát, az indoklás szerint „sztahanovista munkamódszeréért, amellyel a 9-es számú Märtz-kemencénél a 9–10 órás adagidőt 5 óra 20 percre szállított le”. 1960-ban a Szocialista Munkáért Érdeméremmel, 1962-ben és 1969-ben a Munkásőr Szolgálati Emlékéremmel, 1970-ben a Felszabadulási Jubileumi Emlékéremmel díjazták.